# Encrypted Real Time Messaging Protocol
Encrypted Real Time Messaging Protocol (RTMPE ou RTMPTE) est un protocole propriétaire, développé par Macromedia[Quand ?], pour diffuser de la vidéo de façon chiffrée.
Ce protocole permet de sécuriser de manière plus forte le transfert de données, mais n'utilise pas de SSL. Il est implémenté dans Flash Player 9.0.115 et dans certaines versions de Flash Media Server 3. 
En 2022, son utilisation est marginale.